# Joventut Nacionalista Obrera
La Joventut Nacionalista Obrera (JNO) fou una organització política del País Valencià. Fou fundada el 1921 baix la influència de la Revolució russa i de la doctrina leniniana de l'autodeterminació. Defensà la creació d'un Estat Valencià de la classe obrera. La formació es dissolgué poc temps després, però la seua importància rau en el fet de ser pionera en la combinació de la reivindicació nacional i la de classe.